# Roman Abramowicz
Roman Arkadiewicz Abramowicz (ros. Рома́н Арка́дьевич Абрамо́вич; ur. 24 października 1966 w Saratowie) – rosyjski biznesmen, inwestor i polityk. W latach 2000–2008 gubernator Czukotki, w latach 2003–2022 właściciel brytyjskiego klubu piłkarskiego Chelsea F.C. Aszkenazyjskie pochodzenie pozwoliło mu na pozyskanie w 2018 roku obywatelstwa Izraela, z kolei w 2021 na mocy lokalnego prawa rekompensującego wygnanie w XV wieku Sefardyjczyków – także Portugalii.
Jeden z najbogatszych ludzi świata, uważany również za najzamożniejszego człowieka pochodzącego z Europy Wschodniej. W 2021 Forbes wycenił jego majątek na 14,9 mld dolarów amerykańskich. Do fortuny doszedł w pierwszej połowie lat 90. dzięki przedsięwzięciom prowadzonym wspólnie z przyjaznym prezydentowi Rosji Borysowi Jelcynowi Borisem Bierezowskim, zachowując później swoje wpływy i pozycję w epoce rządów Władimira Putina.

## Życiorys

### Wczesne życie
Jego dziadek Nachman urodził się w 1887 roku w Erzwiłkach na Żmudzi, a ojciec Aron (Arkady) urodził się w 1937 roku w Taurogach na Litwie. Jego rodzice byli deportowani przez Sowietów na wschód podczas II wojny światowej. Matka Romana zmarła w roku jego urodzin, a gdy miał trzy lata jego ojciec zginął na budowie.

### Kariera biznesowo-polityczna
Był właścicielem przedsiębiorstwa petrochemicznego Sibnieft, jednak w 2005 odsprzedał je Gazpromowi. Za czasów prezydentury Borysa Jelcyna należał do tzw. grupy kremlowskiej, a od początku nowego tysiąclecia uchodził za oligarchę luźno powiązanego z Kremlem. W 2000 roku został gubernatorem Czukockiego Okręgu Autonomicznego, a urząd ten sprawował do 3 lipca 2008.
W 2008 roku media na podstawie dokumentów sądowych opublikowały informacje na temat szczegółów działalności Romana Abramowicza w zakresie wykorzystywania kontaktów politycznych w celach biznesowych. Przykładem był jego udział w transakcji polegającej na przekazaniu Borysowi Bieriezowskiemu pieniędzy na finansowanie telewizji ORT w zamian za organizację przetargu na prywatyzację Sibnieftu w sposób korzystny dla Abramowicza. Opisywano również udział Abramowicza w tzw. wojnach aluminiowych, czyli krwawym konflikcie o kontrolę nad hutami aluminium - miał on korzystać z ochrony zapewnianej przez Badriego Patarkaciszwilego (za kwotę 500 mln dolarów), a po uzyskaniu udziałów w przemyśle aluminiowym przekazać je powiązanemu z władzami Rosji Olegowi Dieripasce.
W 2003 kupił angielski klub piłkarski Chelsea F.C. i jednocześnie zamieszkał w Londynie. W ciągu dwóch kolejnych lat zainwestował w ten klub ponad miliard funtów, co uczyniło Chelsea F.C. jedną z czołowych drużyn Europy. Przez pewien czas sponsorował także CSKA Moskwa, a w sezonie 2006/07 również klub piłkarski Szachtar Donieck. Do 2012 był właścicielem hali sportowej Arena Omsk w Omsku.
W 2018 na mocy tamtejszego prawa powrotu otrzymał obywatelstwo Izraela
12 marca 2022, w związku z inwazją Rosji na Ukrainę i sankcjami nałożonymi na ten kraj, został zdyskwalifikowany przez Premier League w roli udziałowca Chelsea.

## Życie prywatne
Jego pierwszą żoną była Olga, którą poślubił w 1987 r. Ich małżeństwo rozpadło się w 1989 r. W 1991 r. poślubił Irinę, stewardesę linii lotniczych Aerofłot. W marcu 2005 r. rozwiódł się z nią. Z drugą żoną ma pięcioro dzieci. Jego trzecią żoną była Darja Żukowa, z którą ma dwoje dzieci. Para rozwiodła się po ponad 10 latach małżeństwa, w 2017 r..